# Elsa Calcagno
Elsa Calcagno (Buenos Aires, 1910 - 1978) va ser una compositora nascuda a l'Argentina.

## Obres
Algunes de les seves obres van ser:
- 1º Sinfonía (orquestra).
- 12 preludios.
- Intermezzo N°1 (piano).
- Intermezzo N°2 (piano).
- Intermezzo N°3 (piano).
- La Fantasía Argentina (orquestra).
- Los naranjales: aire de zapateado del litoral (piano).
- Milonga estilizada: danza (piano).
- Valle de zonda: cueca (piano).
- Variaciones y convierto (piano i orquestra).
- Zambita (piano).